# 绿川英子
绿川英子（日语：／ Midroikawa Eiko；1912年3月7日—1947年1月14日，原名／，又名，世界语名字 ，意为“绿色五月”）是日本世界语学者、作家、反战活动家。

## 生平
出生于日本山梨县大月市。父亲是土木师傅。与女演员吉永小百合的母亲和枝、评论家川田泰代是远亲。
1929年，从东京府立第三女高（现在的東京都立駒場高中）毕业，进入奈良女子高等师范学校（现在的奈良女子大学）。在学期间与同学成立文化社团，学习了世界语。1932年，因参与左翼组织的嫌疑被检举，遭到数日的拘留，并自主退学。通过打字员的职业训练所课程。
1933年，在日本世界语协会免费做志愿者打字员，成为日本世界语文学研究会的成员（参加了《日本世界语文学》杂志的创刊）。1934年，考上了NHK播报员的第一轮选拔，但她考虑到自己的前科就没有参加第二轮。1935年，在上海世界语协会刊物《世界》（La Mondo）上发表文章《日本妇女的状态》（日本における婦人の状態）。
1936年，协助杂志《世界的儿童》、试图以世界语书写《日本史》在外国出版而失败。与从满洲国到日本的留学生刘仁结婚。
1937年4月赴上海参加反对日本军国主义的游行，上海沦陷后，夫妇流亡香港，1938年回武汉，成为对日军广播的日语播音员，瓦解日军士气起了很大作用。年终武汉沦陷，夫妇撤退到重庆，日军特务机关终于查出她的真实姓名。1938年11月1日东京的《都新闻》登出她的照片，称她为“娇声卖国贼”，给她父亲去信，要求他“引咎自杀”。
1940年38婦女節，在戰時行都重慶婦女節紀念活動發表演講。7月，她被刚成立的“在华日本人反战革命同盟”选为总部领导成员，1946年1月他们夫妇前往上海，不顾国民党的阻拦前往东北，被任命为东北社会调查研究所研究员。1947年因难产手术事故在佳木斯去世，仅100天后，她丈夫刘仁也因肺炎去世，目前在佳木斯烈士陵园有他们夫妇合葬墓和纪念碑。
她一生在各种杂志上发表多篇日文、中文和世界语文章，表达了她反对日本军国主义，怀念祖国和同情战火下的中国人民的心情。
与刘仁生下的兄妹在两人死后作为革命烈士子女受到中国政府的保护，在孤儿院长大。儿子后来到日本留学，成为了北京工业大学的物理学讲师。女儿从唐山铁道学院毕业后，在中国铁道部的北京二七机车厂职工大学教数学。后来在中日科学技术交流协会的帮助下，在日本电气通信大学留学。
1980年，绿川英子的生平被改编成电视剧《望乡之星》，由栗原小卷饰演。

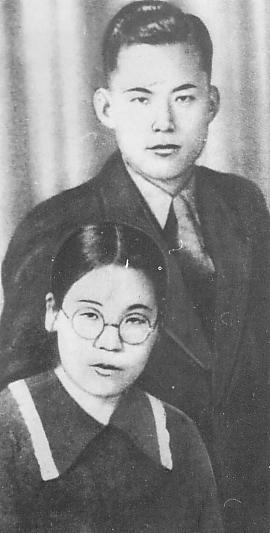
绿川英子和刘仁

## 延伸阅读
- Barak Kushner. . University of Hawai'i Press. 2006. ISBN 978-0-8248-2920-9.
- Crossing Empire's Edge: Foreign Ministry Police and Japanese Expansionism in Northeast Asia By Erik Esselstrom Page 139